# Vuorisuo ja Iso Vuorilampi
Vuorisuo ja Iso Vuorilampi este o arie protejată (arie specială de conservare — SAC, sit de importanță comunitară — SCI) din Finlanda întinsă pe o suprafață de 58 ha, integral pe uscat.

## Localizare
Centrul sitului Vuorisuo ja Iso Vuorilampi este situat la coordonatele 65°11′07″N 28°04′26″E / 65.1853°N 28.0739°E.

## Înființare
Situl Vuorisuo ja Iso Vuorilampi a fost declarat sit de importanță comunitară în august 1998 pentru a proteja 1 specie de plante. Situl a fost protejat și ca arie specială de conservare în aprilie 2015.

## Biodiversitate
Situată în ecoregiunea boreală, aria protejată conține 6 habitate naturale: Lacuri și iazuri distrofice naturale, Izvoare fino-scandinave și mlaștini produse de izvoare bogate în minerale, Izvoare petrifiante cu formare de travertin (Cratoneurion), Mlaștini alcaline, Păduri fino-scandinave bogate în ierburi cu Picea abies, Mlaștini împădurite.
La baza desemnării sitului se află o specie protejată de  plante: Diplazium sibiricum.
Pe lângă speciile protejate, pe teritoriul sitului au mai fost identificate 7 specii de plante.